# Демлер, Евгений Александрович
Евгений Александрович Демлер (род. 8 октября 1971, Новосибирск) — российский физик, автор исследований в области сверхпроводимости и теории многих тел в ультрахолодных газах, лауреат премии Гутенберга, NSF Career Award, профессор физики Швейцарской высшей технической школы Цюриха.
Окончил новосибирскую «английскую» школу № 130 в 1988 году с золотой медалью, Московский физико-технический институт (1993, факультет общей и прикладной физики) и аспирантуру Стэнфордского университета.
Лауреат премии Гумбольдта, NSF Career Award, премии Йоханнеса Гутенберга (2006).
С 2001 профессор-ассистент, с 2004 полный профессор физического факультета Гарвардского университета. Специалист в области конденсированных сред, изучения сил и взаимодействий между атомами. С 2021 года профессор физики Швейцарской высшей технической школы Цюриха.
Живёт в Цюрихе. Женат, двое детей.